# Saint-Front-la-Rivière
Saint-Front-la-Rivière là một xã, nằm ở tỉnh Dordogne vùng Aquitaine của Pháp. Xã này có diện tích 17,89 kilômét vuông, dân số năm 2004 là 522 người. Xã nằm ở khu vực có độ cao trung bình 132 m trên mực nước biển.

## Thông tin nhân khẩu
| Năm    | 1962 | 1968 | 1975 | 1982 | 1990 | 1999 | 2004 |
| ------ | ---- | ---- | ---- | ---- | ---- | ---- | ---- |
| Dân số | 639  | 570  | 586  | 541  | 559  | 543  | 522  |